# إدوارد بارك كاستيس لويس
إدوارد بارك كاستيس لويس هو دبلوماسي ومحامي وسياسي أمريكي، ولد في 7 فبراير 1837، وتوفي في 3 سبتمبر 1892 في هوبوكين في الولايات المتحدة. نشط حزبياً في الحزب الديمقراطي. وقد انتخب عضو جمعية نيوجيرسي العامة ‏.